# Sampsa Astala

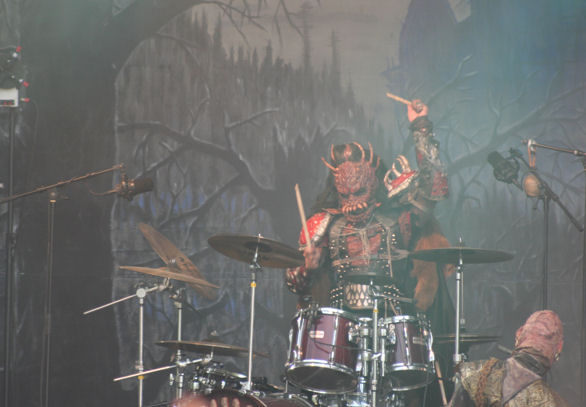
Sampsa Astala als Kita

Sampsa Astala (Vantaa, Finland, 23 januari 1974), beter bekend als Kita, was de eerste drummer van de Finse hardrock/heavymetalband Lordi. Hij verzorgde tevens op de albums het grootste deel van de achtergrondzang en had als personage een buitenaards man-beest. Kita is Fins voor grote mond of grote bek (van een beest).
Hoewel de band Lordi al verschillende keren van satanisme beschuldigd is geweest, dankte Astala "de Almachtige God" toch bij elk optreden. In 2006 deed hij mee aan het Eurovisiesongfestival, dat Lordi won met het nummer Hard Rock Hallelujah (Astala heeft in dit nummer een korte solo). Het nummer Pet The Destroyer gaat over Kita.
Opmerkelijk is dat Lordi oorspronkelijk niet van plan was om met een drummer te spelen, maar om sequencers te gebruiken.
Kita heeft op 4 oktober 2010 besloten om Lordi te verlaten. Het is zijn eigen keuze, hij wilde een solocarrière beginnen. Hij zal zich nu vooral richten op zijn 'nieuwe' en andere bands. Met een van zijn bands, Stala & So. deed hij mee aan de Finse preselecties van het Eurovisiesongfestival van 2011. Zijn opvolger was Otus, die echter een jaar later plotseling overleed.
- International Standard Name Identifier: 0000 0000 5765 8584
- MusicBrainz: fc651283-0ce4-4ff6-8a4b-1c1b484b45fe
- Nationale Bibliotheek van Tsjechië: xx0083489
- Virtual International Authority File: 85851717